# Czarne
Czarne (udtale: [ˈt͡ʂarnɛ]; kasjubisk: Czôrné; tysk: Hammerstein)  er en by  i den  sydvestlige del af voivodskabet Pommern i det nordlige Polen. Den har   5.749(2021)  indbyggere og et areal på 46,39 km², og en del af  powiatet (amt) Człuchów.

## Historie
Området udgjorde en del af Polen indtil teutonerne i den Tyske Ordensstat  overtagelse af Danzig (Gdańsk) i 1309. Konrad von Jungingen gav bosættelsen byprivilegier i 1395. Den lå på bredden af Czarna-floden, deraf dens navn. Det var et vigtigt handels- og militærpunkt på grund af den nærliggende Teutoniske Orden og Pommern grænse. I 1454 blev byen og regionen genindlemmet i Kongeriget Polens krone af kong Kasimir 4. Jagiellon.  Bagefter blev slottet og byen forsvaret mod teutoniske angreb. Efter Trettenårskrigen blev den ifølge Anden Fred i Thorn (1466) bekræftet som en del af Polen. Siden da har byen været en del af Vojvodesskabet Pommern  i den polske provins Kongelige Preussen, og senere også i provinsen Storpolen. Czarne var sæde for starosts (lokale kongelige administratorer), de boede på det lokale slot. I 1627 var den stedet for Slaget ved Czarne, hvor polakker under kommando af Stanisław Koniecpolski besejrede den invaderende svenske hær.